# Premis Butaca de 2011
Els Premis Butaca de 2011, varen ser la dissetena edició dels oficialment anomenats Premis Butaca de teatre i cinema de Catalunya, uns guardons teatrals i cinematogràfics catalans, creats l'any 1995 per Glòria Cid i Toni Martín, conductors d'un programa a la ràdio de Premià de Mar, en reconeixement de les obres de teatre i pel·lícules estrenades a Catalunya. Els premis són atorgats per votació popular.
El lliurament dels premis d'aquesta edició es va celebrar a la Sala Fabià Puigserver del Teatre Lliure de Barcelona el 22 de novembre de 2011.
En aquesta edició, s'atorgaren els següents premis extraordinaris:
- Butaca d'Honor

## Palmarès i nominacions[3]

### Premi Butaca al millor muntatge teatral
| Obra                               | Productora                                                                           | Resultat  |
| ---------------------------------- | ------------------------------------------------------------------------------------ | --------- |
| Agost                              | Teatre Nacional de Catalunya                                                         | Guanyador |
| Gata sobre teulada de zinc calenta | Teatre Lliure i Centro Dramático Nacional                                            | Nominat   |
| Pedra de tartera                   | Teatre Nacional de Catalunya                                                         | Nominat   |
| La presa                           | La Perla 29                                                                          | Nominat   |
| Primer amor                        | Bitó, Festival Grec'10, Chekhov International Theatre, Velvet Events i Grostel Group | Nominat   |
| Truca un inspector                 | Grup Focus                                                                           | Nominat   |

### Premi Butaca al millor musical
| Obra                                                  | Productora                       | Resultat  |
| ----------------------------------------------------- | -------------------------------- | --------- |
| Gerónimo Stilton, el musical del Regne de la Fantasia | Grup 62 i Grup Focus             | Guanyador |
| Killer                                                | Sala Trono i Sala Muntaner       | Nominat   |
| Nit de Sant Joan                                      | Artèria Paral·lel i Dagoll Dagom | Nominat   |

### Premi Butaca al millor espectacle de dansa
| Obra                   | Productora                                                | Resultat  |
| ---------------------- | --------------------------------------------------------- | --------- |
| Belmonte               | Cia. Gelabert-Azzopardi/Mercat de les Flors/Teatre Lliure | Guanyador |
| Caín & Caín            | Mal Pelo/Teatre Lliure/El Canal                           | Nominat   |
| Somorrostro            | Trànsit Dansa                                             | Nominat   |
| La venus de Willendorf | Teatre Nacional de Catalunya/Festival Grec'10             | Nominat   |

### Premi Butaca al millor espectacle de petit format
| Obra                             | Productora                      | Resultat  |
| -------------------------------- | ------------------------------- | --------- |
| Coses que dèiem avui             | Sala Beckett i Festival Grec'10 | Guanyador |
| Cadira                           | Sala Muntaner                   | Nominat   |
| El casament dels petits burgesos | Gataro                          | Nominat   |
| In on It                         | Versus Teatre                   | Nominat   |
| El petit Eiolf                   | Sala Beckett                    | Nominat   |

### Premi Butaca al millor espectacle d'altres disciplines
| Obra                          | Productora               | Resultat  |
| ----------------------------- | ------------------------ | --------- |
| Sagarra dit per Rosa M. Sardà | Teatre Lliure            | Guanyador |
| Chicha Montenegro Gallery     | Teatre Lliure i El Canal | Nominat   |
| Près de vous                  | Brossa Espai Escènic     | Nominat   |

### Premi Butaca a la millor espectacle per a públic familiar
| Obra                                                  | Productora                   | Resultat  |
| ----------------------------------------------------- | ---------------------------- | --------- |
| Geronimo Stilton, el musical del Regne de la Fantasia | Grup 62 i Grup Focus         | Guanyador |
| Mogwli, l'infant de la jungla                         | Centre de Titelles de Lleida | Nominat   |
| Operetta                                              | El Canal i Somfònics         | Nominat   |

### Premi Butaca a la millor producció espanyola
| Obra         | Director/a           | Resultat   |
| ------------ | -------------------- | ---------- |
| Autorretrato | Cía. María Pagés     | Guanyadora |
| Carmen       | La Cuadra de Sevilla | Nominada   |
| La lección   | Teatro Español       | Nominada   |

### Premi Butaca a la millor producció estrangera
| Obra             | Director/a                                 | Resultat   |
| ---------------- | ------------------------------------------ | ---------- |
| Persona, Marilyn | Teatr Dramatyczny m.st. Warszawy           | Guanyadora |
| Eurydice         | ATC, Drum Theatre Plymouth i Young Vic     | Nominada   |
| Gardenia         | Les Ballets C de la B i Festival d'Avignon | Nominada   |

### Premi Butaca a la millor direcció
| Director/a      | Obra                               | Resultat  |
| --------------- | ---------------------------------- | --------- |
| Sergi Belbel    | Agost                              | Guanyador |
| Julio Manrique  | Coses que dèiem avui               | Nominat   |
| Josep Maria Pou | Truca un inspector                 | Nominat   |
| Àlex Rigola     | Gata sobre teulada de zinc calenta | Nominat   |
| Ferran Utzet    | La presa                           | Nominat   |

### Premi Butaca a la millor actriu
| Actriu         | Obra                               | Resultat   |
| -------------- | ---------------------------------- | ---------- |
| Anna Lizaran   | Agost                              | Guanyadora |
| Chantal Aimée  | Gata sobre teulada de zinc calenta | Nominada   |
| Àurea Márquez  | Pedra de tartera                   | Nominada   |
| Alícia Pérez   | Dues dones que ballen              | Nominada   |
| Rosa Renom     | Copenhaguen                        | Nominada   |
| Emma Vilarasau | Agost                              | Nominada   |

### Premi Butaca al millor actor
| Actor            | Obra                               | Resultat  |
| ---------------- | ---------------------------------- | --------- |
| Pere Arquillué   | Primer amor                        | Guanyador |
| Jordi Boixaderas | El misantrop                       | Nominat   |
| Joan Carreras    | Gata sobre teulada de zinc calenta | Nominat   |
| Andrés Herrera   | Una història catalana              | Nominat   |
| Lluís Marco      | Copenhaguen                        | Nominat   |
| Josep Maria Pou  | Truca un inspector                 | Nominat   |

### Premi Butaca a la millor actriu de musical
| Actriu           | Obra                                                  | Resultat   |
| ---------------- | ----------------------------------------------------- | ---------- |
| Annabel Totusaus | Nit de Sant Joan                                      | Guanyadora |
| Lloll Bertran    | Geronimo Stilton, el musical del Regne de la Fantasia | Nominada   |
| Maria Hinojosa   | Carta blanca                                          | Nominada   |

### Premi Butaca al millor actor de musical
| Actor           | Obra                                                  | Resultat  |
| --------------- | ----------------------------------------------------- | --------- |
| Jordi Llordella | Nit de Sant Joan                                      | Guanyador |
| Xavier Mestres  | Killer                                                | Nominat   |
| Marc Pociello   | Geronimo Stilton, el musical del Regne de la Fantasia | Nominat   |

### Premi Butaca a la millor actriu de repartiment
| Actriu           | Obra                 | Resultat   |
| ---------------- | -------------------- | ---------- |
| Victòria Pagès   | Truca un inspector   | Guanyadora |
| Tilda Espluga    | Cadira               | Nominada   |
| Cristina Genebat | Coses que dèiem avui | Nominada   |
| Maife Gil        | Agost                | Nominada   |
| Montse Vellvehí  | Madame Nelville      | Nominada   |

### Premi Butaca al millor actor de repartiment
| Actor           | Obra                               | Resultat  |
| --------------- | ---------------------------------- | --------- |
| Oriol Guinart   | Coses que dèiem avui               | Guanyador |
| Andreu Benito   | Gata sobre teulada de zinc calenta | Nominat   |
| Carles Canut    | Truca un inspector                 | Nominat   |
| Roger Casamajor | Pedra de tartera                   | Nominat   |
| Boris Ruiz      | Celebració                         | Nominat   |

### Premi Butaca a la millor escenografia
| Finalistes     | Obra                 | Resultat  |
| -------------- | -------------------- | --------- |
| Max Glaenzel   | Agost                | Guanyador |
| Paco Azorín    | Celebració           | Nominat   |
| Sebastià Brosa | La presa             | Nominat   |
| Lluc Castells  | Coses que dèiem avui | Nominat   |

### Premi Butaca a la millor il·luminació
| Finalistes       | Obra                               | Resultat  |
| ---------------- | ---------------------------------- | --------- |
| Albert Bofarull  | Pluja constant                     | Guanyador |
| Xavi Clot        | Gata sobre teulada de zinc calenta | Nominat   |
| Guillem Gelabert | La presa                           | Nominat   |
| Jaume Ventura    | Coses que dèiem avui               | Nominat   |

### Premi Butaca al millor vestuari
| Finalistes                    | Obra                      | Resultat   |
| ----------------------------- | ------------------------- | ---------- |
| Montse Amenós i Isidre Prunés | Nit de Sant Joan          | Guanyadors |
| Montse Amenós                 | Chicha Montenegro Gallery | Nominada   |
| María Araujo                  | Vida privada              | Nominada   |
| Nina Pawlowsky                | Truca un inspector        | Nominada   |

### Premi Butaca a la millor caracterització
| Finalistes                    | Obra                                                  | Resultat   |
| ----------------------------- | ----------------------------------------------------- | ---------- |
| Amadeu Ferré i Toni Santos    | Geronimo Stilton, el musical del Regne de la Fantasia | Guanyadors |
| Núria Llunell                 | El casament dels petits burgesos                      | Nominada   |
| Ignasi Ruiz                   | El misantrop                                          | Nominat    |
| Mariona Trias i Lluís Soriano | Nit de Sant Joan                                      | Nominats   |

### Premi Butaca al millor text teatral
| Obra                  | Autor/a                    | Resultat  |
| --------------------- | -------------------------- | --------- |
| Una història catalana | Jordi Casanovas            | Guanyador |
| Dues dones que ballen | Josep Maria Benet i Jornet | Nominat   |
| Rive Gauche           | Marc Rosich                | Nominat   |
| Sopar amb batalla     | Jordi Casanovas            | Nominat   |

### Premi Butaca a la millor composició teatral
| Finalistes     | Obra                                                  | Resultat  |
| -------------- | ----------------------------------------------------- | --------- |
| Manu Guix      | Geronimo Stilton, el musical del Regne de la Fantasia | Guanyador |
| Lluís Llach    | Un mes al camp                                        | Nominat   |
| Xavier Mestres | Killer                                                | Nominat   |
| Carles Santos  | Chicha Montenegro Gallery                             | Nominat   |

### Butaca Honorífica
- Ros Ribas, fotògraf d'escena.